# Mosteiro de São Tadeu
O Mosteiro de São Tadeu (em arménio: Սուրբ Թադէոս վանք; romaniz.: Sourb Tadeos Vank; em persa: کلیسای تادئوس مقدس; Kelisā-ye Tādeus moghadas; em azeri: قره کیلسه; Müqəddəs Faddey monastırı, também conhecido como Qara Kilsə), é um antigo mosteiro arménio localizado nas montanhas do Azerbaijão Ocidental do Irão, cerca de 15 quilómetros por estrada a leste de Siah Cheshmeh e 20 quilómetros em linha reta a sul de Macu (70 quilómetros por estrada).
<span lang="az-Latn" title="ISO transliteration" class="Unicode" sty
em azeri: قره کیلسه; Müqəddəs Faddey monastırı, também conhecido como Qara Kilsə), é um antigo mosteiro armênio

## Historia e arquitetura
Um dos doze apóstolos, São Judas Tadeu foi martirizado, enquanto difundia o Evangelho. Este santo é venerado pela Igreja Apostólica Armênia. A lenda indica que a igreja dedicada a São Judas Tadeu foi a primeira construída no sitio no ano 68.
Não se conserva muito da igreja original, a qual foi extensamente reformada em 1329 depois da destruição sofrida por um sismo em 1319. Alguma das partes têm sobrevivido desde o século X.

## Serviços religiosos
Na atualidade apenas se celebra um serviço religioso ao ano, que coincide com o dia de São Judas Tadeu, em princípios de julho, o qual é atendido por peregrinos arménios que procedem de todo o Irão. Desde o estabelecimento da República Islâmica do Irão os cristãos têm permissão para entrarem na igreja durante as celebrações.